# They Came Together
They Came Together {no Brasil teve dois títulos: Destinados ao Amor e Encontros e Desencontros do Amor) é um filme de comédia estadunidense de 2014 dirigido por David Wain e escrito por Wain e Michael Showalter. É uma paródia de comédias românticas com infusão de abordagem absurda de Showalter e Wain. O filme teve sua estreia mundial no Festival Sundance de Cinema em 24 de janeiro de 2014. O filme foi lançado de forma simultânea nos cinemas e liberação sob demanda no iTunes em 27 de junho de 2014.

## Sinopse
Quando Joel (Rudd) e Molly (Poehler) reúnem-se, é o ódio à primeira vista: a grande empresa dele Corporate Candy Company ameaça encerrar a pequena e peculiar loja de doces indie dela. Mas surpreendentemente (e previsível), eles se apaixonam, até que eles se separam e depois devem encontrar seu caminho de volta.

## Elenco
- Paul Rudd como Joel[3]
- Amy Poehler como Molly[3]
- Cobie Smulders como Tiffany[6]
- Christopher Meloni como Roland, chefe de Joel.[6]
- Max Greenfield como Jake
- Bill Hader como Kyle
- Ellie Kemper como Karen
- Jason Mantzoukas como Bob, melhor amigo de Joel.[6]
- Melanie Lynskey como Brenda
- Ed Helms como Eggbert[6]
- Noureen DeWulf como Melanie
- Michael Ian Black como Trevor[6]
- Michaela Watkins como Habermeyer
- Randall Park como Martinson
- Teyonah Parris como Wanda
- David Wain como Keith
- Jack McBrayer como Oliver
- Kenan Thompson como Teddy
- Ken Marino como Tommy
- Erinn Hayes como Valerie
- Zandy Hartig como Katherine
- Zak Orth como garçom com Pole
- Norah Jones como ela mesma
- Adam Scott como engenheiro de som
- John Stamos como engenheiro assistente
- Maureen Mueller como Pam
- Michael Murphy como Roger
- Alberto Vazquez como garçom mexicano
- Lynn Cohen como Bubby
- Jeffrey Dean Morgan como Frank
- Michael Shannon como Spike[6]
- Judith Sheindlin como ela mesma

## Produção
O filme foi escrito por David Wain e Michael Showalter.  Rudd e Poehler participaram de uma mesa de leitura do script no SF Sketchfest em janeiro de 2012.
O diretor David Wain volta a trabalhar com os atores Amy Poehler e Paul Rudd cerca de 12 anos depois de Wet Hot American Summer. Poehler e Rudd também trabalharam lado a lado na televisão, em especial na série Parks and Recreation.

## Recepção
They Came Together foi recebido com críticas positivas dos críticos. No Rotten Tomatoes o filme tem uma classificação de 70 por cento com base em 57 revisões com consenso do site afirmando: "They Came Together é surpreendentemente confuso e talvez demasiado inteligente para seu próprio bem, mas química de Amy Poehler e Paul Rudd é suficiente para superar muitas das falhas do filme". No Metacritic, o filme tem uma pontuação de 60 em 100 com base em 26 críticos, indicando "críticas mistas ou médias".